# Kramfors kommun
62°56′N 17°48′Ø / 62.933°N 17.800°Ø
Kramfors kommun ligger i det svenske län Västernorrlands län i landskapet Ångermanland i landsdelen Norrland. Kommunen har grænser til nabokommunene Härnösand, Sollefteå og Örnskjöldvik. Kommunens administrationscenter ligger i  byen Kramfors.  

## Geografi
Kramfors kommune har en stærkt indskåret kyst med mange øer som falder brat til Østersøen og Kvarken, og skovklædt morænelandskab i indlandet. Kystområdet udgør en del af verdensarsvområdet Höga Kusten. Ångermanelven løber gennem kommunen og munder ud i havet gennem et bredt estuar. Högakustenbron er en hængebro over elven mellem Härnösand og Kramfors kommuner, og har med  	1.210 meter  Sveriges længste brospænd; Den totale længde er  	1.867 meter. Sandöbron krydser også elven, og var mellem 1943 og 1964 verdens længste betonbro af sin slags.
E4 går gennem kommunen. Kramfors er forbundet til det svenske jernbanenet med Ådalsbanan. Kramfors-Sollefteå flygplats har daglige forbindelser til Stockholm.

## Byer
Kramfors kommune havde tolv byer i 2005.
I tabellen vises antal indbyggere per 31. december 2005.
| #   | By           | Indbyggere |
| --- | ------------ | ---------- |
| 1.  | Kramfors     | 6.235      |
| 2.  | Bollstabruk  | 2.118      |
| 3.  | Nyland       | 945        |
| 4.  | Frånö        | 679        |
| 5.  | Ullånger     | 606        |
| 6.  | Lunde        | 431        |
| 7.  | Lungvik      | 425        |
| 8.  | Docksta      | 414        |
| 9.  | Nordingrå    | 335        |
| 10. | Mjällom      | 326        |
| 11. | Klockestrand | 320        |
| 12. | Sandslån     | 290        |

## Eksterne kilder og henvisninger
1. ↑  Statistiska centralbyrån: Kommunarealer den 1 januar 2012
2. ↑  Statistiska centralbyrån: Folkmängd i riket, län och kommuner 30 september 2012

- Offisiell hjemmeside for kommunen
- Nettstedet kramforsbygder.com, hjemmesider for de ulike tettstedene og bygdene i Kramfors kommune.